# Sachse
Sachse é uma cidade localizada no estado norte-americano do Texas, no Condado de Collin e Condado de Dallas.

## Demografia
Segundo o censo norte-americano de 2000, a sua população era de 9751 habitantes.
Em 2006, foi estimada uma população de 17.597, um aumento de 7846 (80.5%).

## Geografia
De acordo com o United States Census Bureau tem uma área de 25,6 km², dos quais 25,2 km² cobertos por terra e 0,4 km² cobertos por água.

## Localidades na vizinhança
O diagrama seguinte representa as localidades num raio de 12 km ao redor de Sachse.